# يوجينة ألبية
أوجينيا ألبية (الاسم العلمي:Eugenia alpina) هي نوع من النباتات تتبع جنس الأوجينيا من فصيلة الآسية.